# Beck – Mannen med ikonerna
Beck – Mannen med ikonerna  är en svensk TV-film från 1997. Detta är den andra filmen i den första omgången med Peter Haber och Mikael Persbrandt i huvudrollerna.

## Handling
En kvinna med rysk bakgrund, Nadya Vasileva, påträffas styckad i Långsjön. Från början verkar fallet svårlöst, men efter hand börjar uppgifter göra gällande att ryska underrättelsetjänsten ligger bakom, och fallet tas över av säkerhetspolisen. Då kommer andra omständigheter in i bilden, som medför att Beck beslutar sig för att fortsätta sin utredning, medveten om att hans jobb riskerar stå på spel, allt för att rätt man ska ställas till svars för mordet.

## Rollista
- Peter Haber – Martin Beck
- Mikael Persbrandt – Gunvald Larsson, kriminalpolis
- Figge Norling – Benny Skacke, kriminalpolis
- Stina Rautelin – Lena Klingström, kriminalpolis, dataspecialist
- Per Morberg – Joakim Wersén, kriminalkommissarien
- Åke Lundqvist – Oleg Vasilev, "mannen med ikonerna"
- Ingvar Hirdwall – Martin Becks granne
- Rebecka Hemse – Inger, Martin Becks dotter
- Mia Benson – åklagare Lindgren
- Fredrik Ultvedt – Jens Loftegård, kriminalpolis
- Michael Nyqvist – John Banck, kriminalpolis, spanare
- Anna Ulrica Ericsson – Yvonne Jäder, kriminalpolis, spanare
- Peter Hüttner – Oljelund, rättsläkare
- Bo Höglund – servitör
- Jan von Melen – Hasse Larsson
- Dan Johansson – Säpoagent
- Jörgen Andersson – Säpoagent
- Vladimir Dikanski – Yurij Gulkov
- Lilian Johansson – Rosa Andrén
- Paul Fried – Arne Enberg
- Johan Lindell – utrikesministern
- Bengt Krantz – justitieministern
- Lars Haldenberg – mäklare
- Bernt Östman – taxichaufför
- Pelle Seth – rättspsykolog
- Robert Fransson – yngling på pir